# دورانیلین، استرالیای غربی
دورانیلین (به انگلیسی: Duranillin) یک شهرک در استرالیا است که در استرالیای غربی واقع شده‌است.